# Margrete af Østrig (1584–1611)
 For alternative betydninger, se Margrete af Østrig. (Se også artikler, som begynder med Margrete af Østrig)
Margrete af Østrig (født 25. december 1584, død 3. oktober 1611) var datter af ærkehertug Karl 2. af Østrig og Maria Anna af Bayern. Hun var altså søster til kejser Ferdinand 2.. 
Hun giftede sig med Filip 3. af Spanien 18. april 1599 og blev dermed dronning af Spanien og Portugal. Margrete var meget kunstinteresseret og havde stor indflydelse i hoffet. 
Hun var mor til:
- Anna af Østrig, som senere blev gift med Ludvig 13. af Frankrig og dronning af Frankrig.
- Filip 4. af Spanien, som efterfulgte sin far.
- Maria Anna, som giftede sig med Ferdinand 2..